# Gmina Liberty (hrabstwo Buchanan)

Położenie Gminy Liberty w hrabstwie Buchanan

Gmina Liberty (ang. Liberty Township) – gmina w USA, w stanie Iowa, w hrabstwie Buchanan. Według danych z 2000 roku gmina miała 1133 mieszkańców.